# Staropramen (piwo)

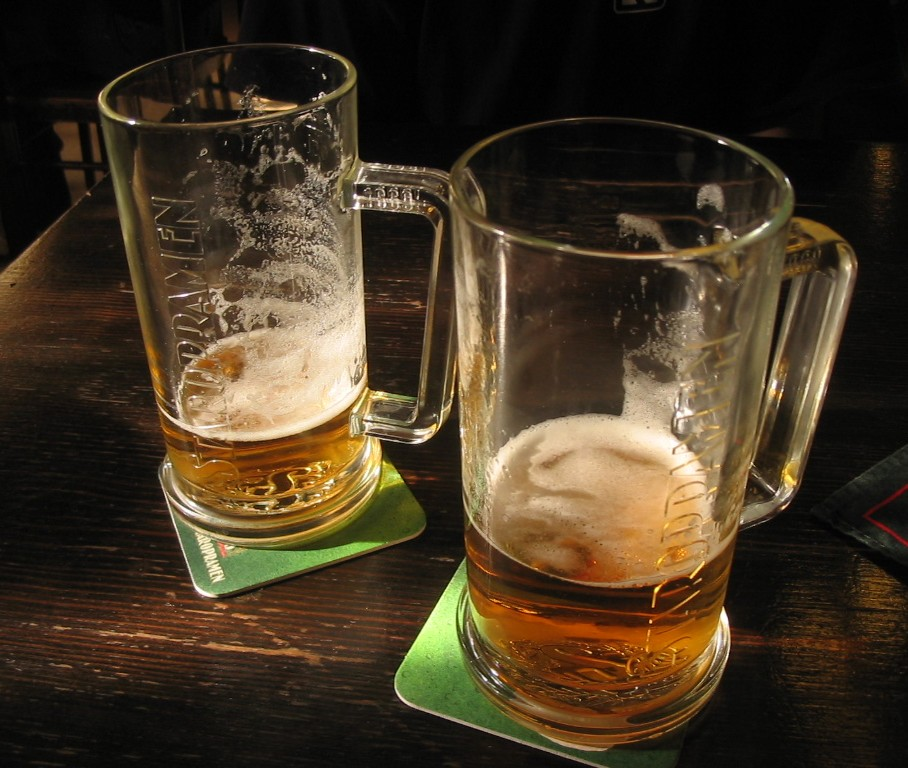
Piwo Staropramen

Staropramen – marka piwa, produkowanego przez browar o tej samej nazwie w Pradze. W lutym 2006 wprowadzono nowe logo i kształt butelek.
Piwa sprzedawane pod nazwą Staropramen:
- Staropramen Světlý – světlé výčepní, piwo jasne, 10% ekstraktu, 4,0% alkoholu,
- Staropramen 11 – světlý ležák, piwo jasne, 11% ekstraktu, 4,7% alkoholu; na rynku od marca 2010,
- Staropramen Nepaster – niepasteryzowane mikrofiltrowane jasne 11°
- Staropramen Ležák – světlý ležák, piwo jasne, 12% ekstraktu, 5,0% alkoholu,
- Staropramen Nefiltrovaný – piwo jasne, niefiltrowane z udziałem pszenicznego słodu, 5,0% alkoholu; produkowany od lipca 2011,
- Staropramen Granát – polotmavý ležák, piwo półciemne, 12% ekstraktu, 5,0% alkoholu; wytwarzany według starej receptury, sprzedawany w dzisiejszej formie od 2001 r.,
- Staropramen Černý – tmavý ležák, piwo ciemne, 12% ekstraktu, 4,4% alkoholu,
- Staropramen Déčko – piwo jasne z obniżoną zawartością cukru, 4,0% alkoholu,
- Staropramen Nealko – piwo bezalkoholowe, maksymalnie 0,5% alkoholu, produkowane od 2005 r.,
- Staropramen COOL Lemon – radler cytrynowy, 2,0% alkoholu,
- Staropramen Cool Grep – radler grejpfrutowy, 2,0% alkoholu.

## Nagrody
- piwo Staropramen Světlý zwyciężyło w konkursie České pivo roku 2011, otrzymało też certyfikat jakości Zlatý pohár PIVEX – Pivo 2011,
- Staropramen 11 zajął drugie miejsce w konkursie České pivo roku 2011 i zwyciężył w konkursie Zlatá pivní pečeť 2011, a także otrzymał certyfikat Zlatý pohár PIVEX – Pivo 2011.
- Staropramen Nealko – Zlatá pivní pečeť 2011.